# Ontsira hakonensis
Ontsira hakonensis är en stekelart som först beskrevs av William Harris Ashmead 1906.  Ontsira hakonensis ingår i släktet Ontsira och familjen bracksteklar. Utöver nominatformen finns också underarten O. h. aciculata.